# Frans Schotte
Frans Schotte (Lendelede, 1947) is een Belgisch bedrijfsleider en bestuurder. Hij is voorzitter van de Gezinsbond en was voorzitter van voetbalclub Cercle Brugge.

## Levensloop
Als zoon van een technisch leraar studeerde Frans Schotte voor onderwijzer, maar studeerde nadien sociologie aan de Katholieke Universiteit Leuven. Zijn opleiding werd vervolledigd aan de Vlerick Leuven Gent Management School. Nadien werd hij personeelsdirecteur bij het metaalverwerkende bedrijf Van De Kerckhove in Roeselare. Later ging hij in diezelfde functie naar uitgeverij Roularta. Daarna volgde nog twee jaar als secretaris-generaal bij de Textielwerkgeversfederatie. In 1984 werd hij daar weggehaald om van dan af de Standaard Boekhandel te leiden.
In 1984 telde het bedrijf 24 winkels, wat onder zijn leiding in 2010 was uitgegroeid tot 132 eenheden. De omzet steeg van €16,5 miljoen naar €186 miljoen in 2009. In 2012 werd hij als CEO van de Standaard Boekhandel door zijn zoon Geert Schotte opgevolgd. Zijn zoon was CEO van het bedrijf tot april 2021. Frans Schotte keerde vervolgens terug als CEO. Later dat jaar volgde Carl Lenaerts hem op.
Schotte werd in 2002 in opvolging van Paul Ducheyne voorzitter van voetbalclub Cercle Brugge. Deze functie legde hij in december 2011 neer. Na een korte periode onder Paul Vanhaecke werd hij in november 2014 andermaal voorzitter van de voetbalclub. In januari 2020 volgde Vincent Goemaere hem op. Diezelfde maand werd Schotte erevoorzitter van de club. Sinds oktober 2020 is Schotte ook niet langer bestuurder bij de club.
Eind december 2011 volgde hij Roger Pauly als algemeen voorzitter van de Gezinsbond op. In december 2023 geeft hij de fakkel door aan Ivo Mechels.

### Eerbetoon
Schotte is ridder in de Orde van 't Manneke uit de Mane.